# Villa Augustea di Somma Vesuviana
La cosiddetta Villa Augustea (o Villa di Augusto) a Somma Vesuviana è un complesso di strutture di epoca romana sito in località Starza della Regina.
La denominazione deriva dalla concreta possibilità che gli edifici antichi possano essere parte di una proprietà della famiglia dell'imperatore Ottaviano Augusto, originario della zona e morto secondo le fonti antiche nei dintorni di Nola che dista 10 km in linea d'aria dal sito archeologico.

## Descrizione
Le indagini nel sito della “Villa di Augusto”, situato alle falde settentrionali del complesso vulcanico del Somma-Vesuvio (circa 12 km a est di Napoli) furono avviate negli anni Trenta del secolo scorso. Lo scavo del complesso, che ebbe inizio dopo la scoperta fortuita di un grande nucleo murario che ostacolava la piantumazione di alberi, fu eseguito tra il 1932 e il 1936 su un’area di circa 10 x 15 m. Le strutture rimasero esposte fino alla fine degli anni Quaranta, per poi essere abbandonate (anche per la concomitanza degli eventi bellici) e gradualmente interrate. Tuttavia, nel 1936, dopo il completamento dei lavori, il terreno oggetto dei rinvenimenti fu sottoposto a vincolo archeologico (ex artt. 1, 2, 4 L. 364/1909, poi rinnovato e rinforzato con D.M. 22.06.1991 ex artt. 1, 3 L. 1089/1939).
A partire dal 2002 l'Università di Tokyo (The University of Tokyo, Japan) ha intrapreso nel sito un nuovo e più esteso programma di indagini, condotto in collaborazione con altri Istituti di ricerca italiani e stranieri. Il Progetto di ricerca, coordinato dal prof. Masanori Aoyagi e, dal 2015, dalla prof.ssa Mariko Muramatsu (The University of Tokyo - Graduate School of Arts and Sciences), ha coinvolto anche le Università giapponesi di Ochanomizu e Tohoku, il Tokyo Polytechnic Institute e, in Europa, l'Università di Londra “UCL” e l'Université de Provence “Aix-Marseille I”. In Italia, il contatto principale è l'Università degli Studi di Napoli “Suor Orsola Benincasa”, per il tramite del prof. Antonio De Simone (collaboratore al Progetto di ricerca per gli aspetti relativi alla conservazione e al restauro).
Gli scavi sono diretti sul campo dal dott. Satoshi Matsuyama e dalla dott.ssa Claudia Angelelli, assistiti dal dott. Cohe Sugiyama e dal dott. Katsuhiro Iwaki, con il contributo di numerosi studenti giapponesi e italiani. Le indagini archeologiche sono state autorizzate grazie ad una serie di concessioni ministeriali, prima di durata quinquennale e poi triennale (prot. GP 9066/2002 del 06/06/2002; prot. DG n.1659 del 20/02/2007; prot. DG 6849 del 27/06/12; nota DG-ABAP prot. n. 16789 del 6/06/2017; nota DG-ABAP prot. 21024 del 14/07/2020; decreto DG-ABAP rep. N. 706 del 01/06/2023). Le campagne sono condotte sotto la supervisione della Soprintendenza ABAP per l'Area metropolitana di Napoli (già Soprintendenza Speciale per i Beni Archeologici di Napoli e Pompei), di concerto con i funzionari competenti  che dal 2002 si sono succeduti sul territorio (dott. G. Vecchio, dott. M. Cesarano, dott.ssa I. Matarrese, dott. D. De Simone). 
Gli scavi , tuttora in corso, stanno portando alla luce i resti di un imponente complesso architettonico disposto su terrazze, sepolto in epoca tardoantica da due eruzioni avvenute fra il 472 e gli inizi del VI secolo. Le strutture del monumento, tradizionalmente noto come “Villa di Augusto, si dispongono intorno ad una grande esedra poligonale in opus vittatum mixtum (tufo e laterizi), pavimentata in mosaico bianco e pareti rivestite di intonaci e stucchi dipinti. La costruzione, posta su una sorta di podio sopraelevato, era delimitata ad ovest e ad est da muri articolati in nicchie, originariamente ornate da statue; sulla parete sud, decorata con stucchi policromi, si aprivano tre ampi ingressi, comunicanti con un’area lastricata. L'esedra, delimitata a nord da un colonnato corinzio, è divisa trasversalmente da una monumentale struttura ad arcate ribassate, poggianti su pilastri quadripartiti in blocchi di lava, con cornici e architravi di calcare bianco. Intorno a questo grande ambiente centrale si dispongono ulteriori ambienti, fra cui due aule absidate decorate con mosaici e affreschi. I dati di scavo hanno permesso di stabilire che il complesso architettonico sopra descritto non risale ad epoca augustea: esso fu infatti costruito agli inizi del III secolo e occupato (con varie trasformazioni) fino alla seconda metà del V secolo ed è forse identificabile con il vestibolo di una grande villa o ad un altro tipo di edificio di difficile interpretazione. Dal 2015 in poi, le ricerche si sono concentrate nel quadrante sud-orientale dell'area di scavo, soprattutto nell'area situata a est della Sala 10 (nr. 15-24). Qui gli scavi si sono sviluppati  in profondità, riportando in luce di una cisterna (15) rivestita in cocciopesto (larga 10 m e lunga più di 18 m). Questa struttura, situata in un'area probabilmente scoperta, faceva parte di un articolato sistema di raccolta dell'acqua piovana, che comprendeva almeno due canali, un condotto (o serbatoio) e una vaschetta, quest'ultima posta al livello del catino absidale del Vano 7. L’indagine nella cisterna è stata conclusa nel 2018, con l’esecuzione di un saggio stratigrafico lungo il muro perimetrale ovest della struttura, in corrispondenza della base dell'abside dell'ambiente 10. Un saggio eseguito in questo punto ha permesso di verificare l'esistenza di un tratto di struttura muraria orientata est-ovest a circa 0,80 m al di sotto del livello pavimentale, conservato a livello delle fondazioni e obliterato dalla costruzione della cisterna e dell'Ambiente 10. Oltre a questo muro, lo scavo ha messo in luce una serie di strati, alcuni dei quali hanno restituito scarsi frammenti di ceramica (ceramica a pareti sottili, ceramica comune) e intonaco dipinto (in parte attribuito al II Stile), generalmente datati tra il periodo tardo-repubblicano e il primo imperiale. Durante le campagne 2018-2019 è stata scavata una profonda trincea archeologica sul limite orientale dell'area di scavo, che ha messo in luce i resti di strutture preesistenti all'abside del Vano 7 e da questa riutilizzate come fondazioni. Tali costruzioni erano sepolte da una complessa sequenza di strati di riempimento e livellamento, parzialmente scavati fino a scoprire il pavimento dell’ambiente (denominato 22), rivestito da cocciopesto. Nel corso della campagna 2023 è stata fatta un'altra importantissima scoperta che ha segnato una svolta nell'indagine archeologica del sito. Le ricerche si si sono infatti concentrate nell’ambiente 22 e i risultati di questi scavi sono di eccezionale interesse. Infatti, l'approfondimento dello scavo ha permesso innanzitutto di verificare che le pareti della stanza erano state demolite tutte allo stesso livello e che il loro abbattimento era stato causato da un evento improvviso e sicuramente di natura vulcanica. L'ipotesi che la causa fosse l'eruzione del 79 d.C. è stata confermata dalle analisi dei campioni di carbone prelevati dagli strati di riempimento di una struttura che può essere identificata con un prefurnio rinvenuto sotto al pavimento di un piccolo ambiente (25) ricavato successivamente nel Vano 22, quando la struttura di riscaldamento era già fuori uso e interrata. La datazione al radiocarbonio ha dimostrato che la maggior parte dei resti carboniosi risale alla prima metà del 1o secolo, e quindi l'impianto originario del Vano 22 appartiene a un edificio che esisteva molto prima dell'eruzione del 79 d.C. La funzione originaria dell'ambiente 22, che probabilmente risale alla tarda età repubblicana o alla prima età imperiale, non è ancora stata determinata a causa della parzialità dello scavo. In ogni caso, oltre al prefurnio già scoperto nel 2023 sotto il pavimento della Sala 25, il ritrovamento di almeno altri tre praefurni, simili al primo e posti lungo la parete sud della Sala 22, indica che questo edificio era dotato di un complesso sistema di riscaldamento, per il quale al momento non sembrano esserci confronti.

## Reperti archeologici provenienti dagli scavi
Una parte dei reperti, principalmente frammenti scultorei, si trova esposta e/o depositata presso il Museo archeologico di Nola.